# Maleisië op de Olympische Zomerspelen 1972
Maleisië nam deel aan de Olympische Zomerspelen 1972 in München, West-Duitsland. Net als tijdens de twee eerdere deelnames werd geen medaille gewonnen.

## Deelnemers en resultaten
(m) = mannen, (v) = vrouwen 

### Atletiek
| Olympiër                                                                        | Discipline      | Resultaat | Prestatie               |
| ------------------------------------------------------------------------------- | --------------- | --------- | ----------------------- |
| Zainuddin Wahab                                                                 | 100m (m)        | 59e       | serie 10: 7de in 10,80  |
| Zainuddin Wahab                                                                 | 200m (m)        | 48e       | serie 6: 5de in 21,87   |
| Tambusamy Krishnan                                                              | 400m (m)        | 51e       | serie 9: 5de in 48,31   |
| Ishtiaq Mubarak                                                                 | 110m horden (m) | 34e       | serie 1: 7de in 14,78   |
| Baba Singhe Peyadesa Mohamed Hassan Osman Sinnayah Sabapathy Tambusamy Krishnan | 4x400m (m)      | 20e       | serie 3: 6de in 3.13,51 |
|                                                                                 |                 |           |                         |
| Junaidah Aman                                                                   | 400m (v)        | 45e       | serie 2: 6de in 57,36   |
| Gladys Chai                                                                     | vijfkamp (v)    | DNF       | niet gefinisht          |

### Hockey
| Olympiër | Discipline | Resultaat | Prestatie |
| --- | ---------- | --------- | --- |
| Khairuddin Zainal Francis Belavantheran Sri Shanmuganathan Brian Santa Maria Phang Poh Meng Wong Choon Hin Singaram Balasingam Sayed Samat Sulaiman Saibot Franco de Cruz Murugesan Mahendran Harnahal Singh Sewa Yang Siow Ming Omar Mohamed Razali Yeop Ramalingam Pathmarajah | mannen     | 8e        | groep A: 3de W van Oeganda: 3-1 V van Bondsrepubliek Duitsland: 0-1 G van Spanje: 0-0 W van Frankrijk: 1-0 W van België: 4-2 V van Pakistan: 0-3 W van Argentinië: 1-0 5-8ste plek: V van Australië: 1-2 7-8ste plek: V van Spanje: 1-2 |

| Groep A |                          |             |             |             |             |            |            |            |        |
| #       | Land                     | Wedstrijden | Wedstrijden | Wedstrijden | Wedstrijden | Doelpunten | Doelpunten | Doelpunten | Punten |
| #       | Land                     | G           | W           | G           | V           | V          | T          | Saldo      | Punten |
| 1       | Bondsrepubliek Duitsland | 7           | 6           | 1           | 0           | 17         | 5          | +12        | 13     |
| 2       | Pakistan                 | 7           | 5           | 1           | 1           | 17         | 6          | +11        | 11     |
| 3       | Maleisië                 | 7           | 4           | 1           | 2           | 9          | 7          | +2         | 9      |
| 4       | Spanje                   | 7           | 2           | 4           | 1           | 9          | 8          | +1         | 8      |
| 5       | België                   | 7           | 2           | 1           | 4           | 8          | 14         | -6         | 5      |
| 6       | Frankrijk                | 7           | 2           | 0           | 5           | 6          | 13         | -7         | 4      |
| 7       | Argentinië               | 7           | 0           | 3           | 4           | 4          | 9          | -5         | 3      |
| 8       | Oeganda                  | 7           | 0           | 3           | 4           | 6          | 14         | -8         | 3      |

| Datum       | Ronde   | Plaats                   | Land | Score      | Land |
| ----------- | ------- | ------------------------ | ---- | ---------- | ---- |
| Groepsfase  |         |                          |      |            |      |
| 27 augustus | München | Maleisië                 | 3-1  | Oeganda    |      |
| 28 augustus | München | Bondsrepubliek Duitsland | 1-0  | Maleisië   |      |
| 29 augustus | München | Maleisië                 | 0-0  | Spanje     |      |
| 31 augustus | München | Maleisië                 | 1-0  | Frankrijk  |      |
| 1 september | München | Maleisië                 | 4-2  | België     |      |
| 3 september | München | Pakistan                 | 3-0  | Maleisië   |      |
| 4 september | München | Maleisië                 | 1-0  | Argentinië |      |
| 5-8ste plek |         |                          |      |            |      |
| 7 september | München | Australië                | 2-1  | Maleisië   |      |
| 7-8ste plek |         |                          |      |            |      |
| 9 september | München | Spanje                   | 2-1  | Maleisië   |      |

### Schietsport
| Olympiër     | Discipline             | Resultaat | Prestatie                       |
| ------------ | ---------------------- | --------- | ------------------------------- |
| Wong Foo Wah | 50m geweer liggend (m) | 8e        | 581 punten: (98-98-98-95-96-96) |

### Voetbal
| Olympiër | Discipline | Resultaat | Prestatie                                                                                       |
| --- | ---------- | --------- | ----------------------------------------------------------------------------------------------- |
| Bahwandi Hiralal Osman Abdullah Salleh Ibrahim Mohamed Bakar Zawawi Yusoff Harun Jusoh Shaharuddin Abdullah V. Krishnasamy Ali Bakar Rahim Abdullah Wong Kam Fook Looi Loon Teik Khoo Luan Khen Lim Fung Kee Soh Chin Aun Wong Chun Wah Namat Abdullah Hamzah Hussein Dell Akhbar Santokh Singh Sau Chi Keung Chow Chee Keng | mannen     | 10e       | groep A: 3de V van Bondsrepubliek Duitsland: 0-3 W van Verenigde Staten: 3-0 V van Marokko: 0-6 |

| Groep A |                          |             |             |             |             |            |            |            |        |
| #       | Land                     | Wedstrijden | Wedstrijden | Wedstrijden | Wedstrijden | Doelpunten | Doelpunten | Doelpunten | Punten |
| #       | Land                     | G           | W           | G           | V           | V          | T          | Saldo      | Punten |
| 1       | Bondsrepubliek Duitsland | 3           | 3           | 0           | 0           | 13         | 0          | +13        | 6      |
| 2       | Marokko                  | 3           | 1           | 1           | 1           | 6          | 3          | +3         | 3      |
| 3       | Maleisië                 | 3           | 1           | 0           | 2           | 3          | 9          | -6         | 2      |
| 4       | Verenigde Staten         | 3           | 0           | 1           | 2           | 0          | 10         | –10        | 1      |

| Ronde       | Datum      | Plaats                   | Land | Score            | Land |
| ----------- | ---------- | ------------------------ | ---- | ---------------- | ---- |
| Groepsfase  |            |                          |      |                  |      |
| 27 augustus | München    | Bondsrepubliek Duitsland | 3-0  | Maleisië         |      |
| 29 augustus | Ingolstadt | Maleisië                 | 3-0  | Verenigde Staten |      |
| 31 augustus | Ingolstadt | Marokko                  | 6-0  | Maleisië         |      |

### Wielersport
| Olympiër     | Discipline  | Resultaat | Prestatie                         |
| Baan         | Baan        | Baan      | Baan                              |
| ------------ | ----------- | --------- | --------------------------------- |
| Daud Ibrahim | sprint (m)  | 35e       | 1ste ronde: 3de herkansingen: 3de |
| Daud Ibrahim | tijdrit (m) | 29e       | 1.16,27                           |

### Zwemmen
| Olympiër         | Discipline          | Resultaat | Prestatie                |
| ---------------- | ------------------- | --------- | ------------------------ |
| Chiang Jin Choon | 100m rugslag (m)    | 38e       | serie 6: 7de in 1.07,65  |
| Chiang Jin Choon | 200m rugslag (m)    | 34e       | serie 3: 6de in 2.26,51  |
| Chiang Jin Choon | 200m wisselslag (m) | 39e       | serie 5: 7de in 2.32,67  |
|                  |                     |           |                          |
| Ong Mei Lin      | 100m rugslag (v)    | 37e       | serie 4: 7de in 1.19,39  |
| Ong Mei Lin      | 200m rugslag (v)    | 37e       | serie 4: 8ste in 2.46,40 |
| Ong Mei Lin      | 200m wisselslag (v) | 43e       | serie 6: 8ste in 2.48,13 |

Afghanistan · Albanië · Algerije · Amerikaanse Maagdeneilanden · Argentinië · Australië · Bahama's · Barbados · België · Bermuda · Birma · Bolivia · Bondsrepubliek Duitsland · Brazilië · Brits-Honduras · Bulgarije · Canada · Ceylon · Chili · Colombia · Congo-Brazzaville · Costa Rica · Cuba · Dahomey · Denemarken · Dominicaanse Republiek · Duitse Democratische Republiek · Ecuador · Egypte · El Salvador · Ethiopië · Fiji · Filipijnen · Finland · Frankrijk · Gabon · Ghana · Griekenland · Groot-Brittannië · Guatemala · Guyana · Haïti · Hongarije · Hongkong · Ierland · IJsland · India · Indonesië · Iran · Israël · Italië · Ivoorkust · Jamaica · Japan · Joegoslavië · Kameroen · Kenia · Khmerrepubliek · Koeweit · Lesotho · Libanon · Liberia · Liechtenstein · Luxemburg · Madagaskar · Malawi · Maleisië · Mali · Malta · Marokko · Mexico · Monaco · Mongolië · Nederland · Nederlandse Antillen · Nepal · Nicaragua · Nieuw-Zeeland · Niger · Nigeria · Noord-Korea · Noorwegen · Oeganda · Oostenrijk · Opper-Volta · Pakistan · Panama · Paraguay · Peru · Polen · Portugal · Puerto Rico · Roemenië · San Marino · Saoedi-Arabië · Senegal · Singapore · Soedan · Somalië · Sovjet-Unie · Spanje · Suriname · Swaziland · Syrië · Taiwan · Tanzania · Thailand · Togo · Trinidad en Tobago · Tsjaad · Tsjecho-Slowakije · Tunesië · Turkije · Uruguay · Venezuela · Verenigde Staten · Vietnam · Zambia · Zuid-Korea · Zweden · Zwitserland